# Charta von Venedig
Die Charta von Venedig von 1964 gilt als zentrale und international anerkannte Richtlinie in der Denkmalpflege und als wichtigster denkmalpflegerischer Text des 20. Jahrhunderts. Sie legt zentrale Werte und Vorgehensweisen bei der Konservierung und Restaurierung von Denkmalen fest. Sie entstand ohne formelle deutsche Beteiligung.

## Geschichte
Die Charta von Venedig wurde am 31. Mai 1964 auf der Isola di San Giorgio Maggiore in Venedig vom dort tagenden zweiten Internationalen Kongress der Architekten und Denkmalpfleger gutgeheißen. Grundlage der Beratungen war ein Entwurf der Carta internazionale del restauro von Piero Gazzolla und Roberto Pane, der als Weiterentwicklung der Charta von Athen von 1931 gedacht war.
1964 bildete eine Zeitenwende in der europäischen Moderne. Der Zweite Weltkrieg hatte zu dramatischen Verlusten an Kulturgütern geführt und der Wiederaufbau nach 1945 hatte Europa ein neues Antlitz verliehen. Der im 19. Jahrhundert von Großbritannien und Mitteleuropa ausgegangene Modernisierungsschub hatte nun auch Süd- und Westeuropa erreicht. Die Entwicklung der vergangenen 100 Jahre Denkmalpflege wurde in der Charta in wenigen Grundgedanken konzentriert und mit den zeitgenössischen Anforderungen für einen angemessenen Umgang mit Denkmalen verbunden. Damit wurde ein Grundstein zur weiteren Entwicklung der modernen Denkmalpflege gelegt, der seither von seiner Aktualität nichts eingebüßt hat.
Der in der Charta festgelegte neue, offen formulierte Denkmalbegriff, umfasste sowohl das einzelne Denkmal als auch städtische und ländliche Ensembles, große künstlerische Schöpfungen neben bescheidenen Werken, die erst im Laufe der Zeit eine kulturelle Bedeutung erhalten sollten, wie Industriebauten und Zeugnisse der Moderne und Postmoderne. Die Charta forderte, dass bauliche Eingriffe die Struktur und Gestalt der Denkmale nicht verändern sollten, sowie einen Umgebungsschutz. Rekonstruktionen sollten einzig in der Form der Anastylose, des Wiederzusammenfügens vorhandener Teile, erfolgen, weil die Beiträge aller Epochen respektiert werden müssten.
Die Charta und die 1965 folgende Gründung des International Council on Monuments and Sites (ICOMOS) gaben den Anstoß für einen differenzierten Umgang mit dem baulichen Erbe und wiesen ihm historischen Zeugnischarakter zu – gerade rechtzeitig, um historische Stadtstrukturen, Denkmale und Kulturlandschaften vor der Zerstörung zu retten. Die Charta ist ein Fundament gegen eine drohende Unverbindlichkeit im Umgang mit dem kulturellen Erbe geblieben.

## Präambel
„Als lebendige Zeugnisse jahrhundertealter Traditionen der Völker vermitteln die Denkmäler in der Gegenwart eine geistige Botschaft der Vergangenheit. Die Menschheit, die sich der universellen Geltung menschlicher Werte mehr und mehr bewußt wird, sieht in den Denkmälern ein gemeinsames Erbe und fühlt sich kommenden Generationen gegenüber für ihre Bewahrung gemeinsam verantwortlich. Sie hat die Verpflichtung, ihnen die Denkmäler im ganzen Reichtum ihrer Authentizität weiterzugeben.
Es ist daher wesentlich, daß die Grundsätze, die für die Konservierung und Restaurierung der Denkmäler maßgebend sein sollen, gemeinsam erarbeitet und auf internationaler Ebene formuliert werden, wobei jedes Land für die Anwendung im Rahmen seiner Kultur und seiner Tradition verantwortlich ist.
Indem sie diesen Grundprinzipien eine erste Form gab, hat die Charta von Athen von 1931 zur Entwicklung einer breiten internationalen Bewegung beigetragen, die insbesondere in nationalen Dokumenten, in den Aktivitäten vom ICOM und UNESCO und in der Gründung des ‚Internationalen Studienzentrums für die Erhaltung und Restaurierung der Kulturgüter‘ Gestalt angenommen hat. Wachsendes Bewußtsein und kritische Haltung haben sich immer komplexeren und differenzierteren Problemen zugewandt; so scheint es an der Zeit, die Prinzipien jener Charta zu überprüfen, um sie zu vertiefen und in einem neuen Dokument auf eine breitere Basis zu stellen.“

## Unterzeichner
- Piero Gazzola (Italien), Vorsitzender
- Raymond Lemaire (Belgien), Berichterstatter
- Jose Bassegoda-Nonell (Spanien)
- Luis Benavente (Portugal)
- Djurdje Boskovic (Jugoslawien)
- Hiroshi Daifuku (UNESCO)
- P.L de Vrieze (Niederlande)
- Harald Langberg (Dänemark)
- Mario Matteucci (Italien)
- Jean Merlet (Frankreich)
- Carlos Flores Marini (Mexiko)
- Roberto Pane (Italien)
- S.C.J. Pavel (Tschechoslowakei)
- Paul Philippot (ICCROM)
- Victor Pimentel (Peru)
- Harold Plenderleith (ICCROM)
- Deoclecio Redig de Campos (Vatikan)
- Jean Sonnier (Frankreich)
- Francois Sorlin (Frankreich)
- Eustathios Stikas (Griechenland)
- Gertrude Tripp (Österreich)
- Jan Zachwatowicz (Polen)
- Mustafa S. Zbiss (Tunesien)